# NGC 2196
NGC 2196 (другие обозначения — ESO 556-4, MCG -4-15-14, UGCA 121, IRAS06100-2147, PGC 18602) — спиральная галактика (Sa) в созвездии Заяц.
Этот объект входит в число перечисленных в оригинальной редакции «Нового общего каталога».
В галактике имеется источник рентгеновского излучения с интенсивностью примерно до 40 эргов в секунду, что выше, чем у нормальных спиральных галактик, но типично для малоактивных галактик.